# Dove sta Zazà
Dove sta Zazà è stato un varietà televisivo italiano, in onda nel 1973 per quattro settimane, il sabato in prima serata sul Programma Nazionale.

## Il programma
Il programma era condotto da Gabriella Ferri con Enrico Montesano, Pippo Franco, Oreste Lionello e Pino Caruso. La regia era di Antonello Falqui, che era anche uno degli autori insieme a Mario Castellacci e Pier Francesco Pingitore.
Il titolo del programma prendeva spunto dalla canzone napoletana Dove sta Zazà? rilanciata da Gabriella Ferri. Tale canzone veniva proposta in una sorta di antesignano "videoclip", girato dallo stesso Falqui con la cantante vestita da clown in un deposito ferroviario. In un'altra puntata la Ferri cantava Ciccioformaggio in una discarica di rifiuti.
Il programma era basato sulle canzoni della Ferri, sempre dal vivo (a parte i contenuti registrati), e sulle esibizioni dei quattro comici che la coadiuvavano nella conduzione, i quali interpretavano sketch ispirati agli spettacoli di cabaret del passato: la prima puntata era dedicata alle atmosfere della Belle époque, la seconda agli anni del Fascismo, la terza al Dopoguerra, la quarta al futuro. 
La Ferri interpretava anche duetti con gli altri conduttori e con ospiti: si ricorda in proposito la canzone La cammesella cantata con Montesano, che eseguì uno spogliarello scherzoso, oppure il duetto con Claudio Villa, in una gara di sfottò attraverso gli stornelli romani. Il programma aveva inoltre un corpo di ballo di dodici elementi, sei maschili e sei femminili.
La sigla di chiusura del programma era la canzone Sempre cantata dalla Ferri, che fu molto apprezzata dal pubblico.
Il programma venne ripreso a colori, con una scenografia di Tullio Zitkowsky, ma i telespettatori dell'epoca lo videro in bianco e nero, dato che i televisori in grado di ricevere il segnale televisivo a colori in Italia arrivarono solo alla fine del 1976.
Dove sta Zazà è dunque uno di quei programmi realizzati a colori dalla Rai prima dell'avvio ufficiale delle trasmissioni a colori (avvenuto il 1º febbraio 1977).